# Juan Ramón Rocha
Juan Ramón Rocha (ur. 8 marca 1954 w Santo Tomé) – argentyński piłkarz i trener. Jako zawodnik występował na pozycji pomocnika. Reprezentant Argentyny, posiada również greckie obywatelstwo. Od 2017 do 2018 trener Ruchu Chorzów.

## Kariera klubowa
Rocha treningi rozpoczął w 1960 roku w Avanti Santo Tome Academy. W 1972 roku trafił do Newell’s Old Boys. W 1974 roku wywalczył z nim mistrzostwo fazy Metropolitano. W 1978 roku odszedł do kolumbijskiego Atlético Junior, ale w 1979 roku wrócił do Argentyny, gdzie został graczem Boca Juniors. Jego barwy reprezentował przez rok.
W 1980 roku Rocha podpisał kontakt z greckim Panathinaikosem. Jego barw bronił do końca kariery w 1989 roku. W tym czasie zdobył z nim dwa mistrzostwa Grecji (1984, 1986) oraz pięć Pucharów Grecji (1982, 1984, 1986, 1988, 1989).

## Kariera reprezentacyjna
W latach 1976–1977 Rocha rozegrał dwanaście spotkań w reprezentacji Argentyny.

## Kariera trenerska
Po zakończeniu kariery Rocha został szkoleniowcem Paniliakos AO, gdzie pracował przez rok. Następnie prowadził Ilisiakos AO i PS Kalamata, a w 1994 roku został trenerem Panathinaikosu. W 1995 roku zdobył z nim mistrzostwo Grecji oraz Puchar Grecji. Doprowadził także Panathinaikos do półfinału Ligi Mistrzów. W 1996 roku ponownie wywalczył z nim mistrzostwo Grecji. W tym samym roku odszedł z klubu.
Następnie, przez dwa lata Rocha prowadził Aris FC, a potem wrócił do Panathinaikosu. Tym razem był jego opiekunem przez rok. Potem trenował Skodę Ksanti, ponownie Ilisiakos, cypryjski Olympiakos Nikozja, Panathinaikos U-20 oraz po raz trzeci Panathinaikos AO. Od 10 września 2017 do 5 kwietnia 2018 trener Ruchu Chorzów. Od 2019 prowadzi grecki Tesprotos Igumenitsa.